# Englische Cricket-Nationalmannschaft in Neuseeland in der Saison 1932/33
Die Tour der englischen Cricket-Nationalmannschaft nach Neuseeland in der Saison 1932/33 fand vom 24. März bis zum 4. April 1932. Die internationale Cricket-Tour war Bestandteil der Internationalen Cricket-Saison 1932/33 und umfasste zwei Tests. Die Serie endete 0–0 unentschieden.

## Vorgeschichte
England spielte zuvor eine Tour in Australien, für Neuseeland war es die erste Tour der Saison.
Das letzte Aufeinandertreffen der beiden Mannschaften bei einer Tour fand in der Saison 1931 in England statt.

## Stadien
Die folgenden Stadien wurden für die Tour als Austragungsort vorgesehen.
| Stadion        | Stadt        | Kapazität | Spiele  |
| -------------- | ------------ | --------- | ------- |
| Eden Park      | Auckland     | 50.000    | 2. Test |
| Lancaster Park | Christchurch | 38.628    | 1. Test |

## Kaderlisten
Die Mannschaften benannten die folgenden Kader.
| Test | Test |
| Neuseeland | England |
| --- | --- |
| - Ted Badcock - Stewie Dempster - Jack Dunning - Doug Freeman - Ken James - Jack Kerr - Jackie Mills - Jack Newman - Curly Page - Dennis Smith - Giff Vivian - Gordon Weir - Paul Whitelaw | - David Allen - Les Ames - Bill Bowes - David Brown - George Duckworth - Wally Hammond - Douglas Jardine - Tommy Mitchell - Eddie Paynter - Herbert Sutcliffe - Maurice Tate - Hedley Verity - Bill Voce - Bob Wyatt |

## Tests

### Erster Test in Christchurch
| 24. – 27. März Scorecard | Christchurch | England 560-8d (147.3) | – | Neuseeland 223 (116.1) & 35-0 (16.1) (f/o) |
|                          |              | Remis                  |   |                                            |

### Zweiter Test in Auckland
| 31. März – 3. April Scorecard | Auckland | Neuseeland 158 (56.5) & 16-0 (8.3) | – | England 548-7d (156) |
|                               |          | Remis                              |   |                      |